# Koenigsegg CCXR
De Koenigsegg CCXR is een speciale uitvoering van de Koenigsegg CCX van de Zweedse supersportwagenbouwer Koenigsegg.
Het model is gebaseerd op de Koenigsegg CCX, echter rijdt de CCXR op bio-ethanol (E85). De CCXR heeft meer vermogen, doordat bio-ethanol een hoger octaangetal (minimaal 100 RON) heeft dan benzine (95 RON)(sinds kort euro 95). Hierdoor kan de compressie in de motor opgevoerd worden waardoor hogere vermogens haalbaar zijn. 

## Recordclaims
Volgens Koenigsegg zou deze auto het record van de SSC Ultimate Aero TT met gemak voorbijstreven, maar dat is nog niet gebeurd. De reden hiervoor is het gebrek aan een circuit om de recordpoging uit te voeren. Heden ten dage (juli 2010) is het record opnieuw met voorsprong gevestigd door de Bugatti Veyron Super Sport een aangepaste versie van de Bugatti Veyron, die een snelheid van 431 km/h haalde.
Bugatti Veyron EB16.4 · Chrysler ME Four-Twelve · Koenigsegg Agera · Koenigsegg CCXR · Lotec Sirius · Melling Hellcat · SSC Ultimate Aero TT · SSC Tuatara · Weber Faster One